# إلزه تيله
إلزه تيله (بالإنجليزية: Ilse Thiele)‏ (4 نوفمبر 1920 في برلين - 10 يناير 2010 في برلين) سياسية من ألمانيا الشرقية. كانت عضوًا في اللجنة المركزية لحزب الوحدة الاشتراكية الألماني الحاكم في البلاد بين عامي 1954 و1989. وشغلت منصب رئيس الرابطة النسائية الديمقراطية الوطنية من 1953 حتى 1989.

## الجوائز
- نيشان كارل ماركس
- وسام الاستحقاق الوطني الذهبي
- ميدالية كلارا زيتكين
- وسام الصداقة بين الشعوب

## روابط خارجية
- إليس ثييلي على موقع مونزينجر (الألمانية)